# Idioma protocéltico
El protocéltico o protocelta, también llamado celta común, es el supuesto ancestro de todas las lenguas celtas conocidas. Hablado probablemente durante el 1300 al 800 a. C., su léxico puede ser reconstruido con la ayuda del método comparativo de la lingüística histórica. El protocelta es una lengua descendiente directa del protoindoeuropeo y es ampliamente considerada como la primera de las lenguas indoeuropeas en dispersarse en la Europa noroccidental y atlántica. El área donde parece que se desarrolló perceptiblemente por primera vez el protocelta, en oposición al dialecto centum anterior, correspondería a la cultura de Hallstatt, en las extremidades occidentales de los Campos de urnas. El protocéltico pudo haber estado estrechamente emparentado con el protoitálico según la hipótesis de la relación italo-celta.
A partir de aproximadamente el 1300 a. C., esa cultura introdujo la Edad de Hierro en Europa por influencia de elementos traco-cimerios. Se ha llegado a indicar la posibilidad de que los cimerios fueran los ancestros de los cimbrios y los sicambrios, y por lo tanto el origen del término Cymru, a pesar de que otras etimologías explicarían mejor este último término. 
La reconstrucción del protocelta está siendo realizada en la actualidad. El céltico continental presenta muchas evidencias fonológicas y algunas morfológicas, y el material catalogado es aún muy escaso para permitir una reconstrucción segura de la sintaxis. A pesar de tener algunas frases completas escritas en galo y celtíbero, la literatura celta sustancialmente más antigua se encuentra en el irlandés antiguo, la más antigua lengua céltica insular registrada. 

## Fonología

### Consonantes
Los cambios fonológicos de las consonantes del idioma protoindoeuropeo al protocelta pueden ser resumidas como sigue. (Un asterisco [*] antes de una letra o palabra designa que el fonema o lexema no está testimoniado y es hipotético, una forma reconstruida). 
| Fonemas | Fonemas    | Ejemplos                 | Ejemplos                                | Continuadores           | Continuadores                         |
| pIE     | protocelta | pIE                      | protocelta                              | irlandés antiguo        | galés                                 |
| ------- | ---------- | ------------------------ | --------------------------------------- | ----------------------- | ------------------------------------- |
| *p      | *φ         | *ph₂tḗr                  | *φatīr ‘padre’                          | athir                   | gal. medio -atr                       |
| *t      | *t         | *tréi̯es                  | *trīs ‘tres’                            | trí                     | tri                                   |
| *k, ḱ   | *k         | *kh₂n̥-e- *ḱm̥tom          | *kan-o- ‘cantar’ *kantom ‘cien’         | canaid cét              | canu cant                             |
| *kʷ     | *kʷ        | *kʷetu̯r̥es                | *kʷetwares ‘cuatro’                     | cethair                 | pedwar                                |
| *b      | *b         | *dʰub-no-                | *dubnos ‘profundo’                      | domain                  | dwfn                                  |
| *d      | *d         | *derḱ-                   | *derk- ‘ver’                            | derc ‘ojo’              | drych ‘visión’                        |
| *g, ǵ   | *g         | *gleh₁i- *ǵen-u-         | *gli-na- ‘pegar(se)’ *genu- ‘mandíbula’ | glen(a)id gi(u)n ‘boca’ | glynu gên                             |
| *gʷ     | *b         | *gʷenh₂-                 | *bena ‘mujer’                           | ben                     | gal. antiguo ben                      |
| *bʰ     | *b         | *bʰére-                  | *ber-o- ‘llevar, traer’                 | berid                   | adfer ‘restaurar’, cymeryd ‘tomar’    |
| *dʰ     | *d         | *dʰeh₁i-                 | *di-na ‘sugar’                          | denait                  | dynu, denu                            |
| *gʰ, ǵʰ | *g         | *gʰh₁bʰ-(e)i- *ǵʰelH-ro- | *gab-i- ‘tomar’ *galaro- ‘enfermedad’   | ga(i)bid galar          | gafael ‘tener’ galar ‘el pesar, pena’ |
| *gʷʰ    | *gʷ        | *gʷʰn̥-                   | *gʷan-o- ‘matar, herir’                 | gonaid                  | gwanu ‘apuñalar’                      |
| *s      | *s         | *sen-o-                  | *senos ‘viejo’                          | sen                     | hen                                   |
| *m      | *m         | *méh₂tēr                 | *mātīr ‘madre’                          | mathir                  | cfr. modryb ‘tía’                     |
| *n      | *n         | *h₂nép-ōt-               | *neφūts- ‘sobrino’                      | niad                    | nai                                   |
| *l      | *l         | *leiǵʰ-                  | *lig-e/o- ‘lamer’                       | ligid                   | llyo, llyfu                           |
| *r      | *r         | *h₃rēǵ-s                 | *rīgs ‘rey’                             | rí (gen. ríg)           | rhi                                   |
| *i̯      | *j         | *h₂i̯uh₁n-ḱós             | *juwankos ‘joven’                       | óac                     | ieuanc                                |
| *u̯      | *w         | *h₂u̯l̥h₁tí-               | *wlatis ‘dominio, gobierno’             | flaith                  | gwlad                                 |

En contraste con la lengua de la cual se originó, el protocelta no usaba la aspiración como característica para diferenciar los fonemas. Así, las consonantes sonoras aspiradas del indoeuropeo *bʰ, *dʰ, *gʰ/ǵʰ se fundieron con *b, *d, *g/ǵ. La consonante aspirada labiovelar *gʷʰ no se fundió con *gʷ, a pesar de haber tornado *gʷ en *b en el protocelta, mientras que la aspirada *gʷʰ se volvió *gʷ. Así, mientras la raíz pIE *gʷenh₂- ‘mujer’ se transformó en ben tanto en irlandés antiguo como en galés antiguo, el pIE *gʷʰn̥- ‘matar, herir’ es el origen del irlandés antiguo gonaid y del galés gwanu.
La *p indoeuropea se perdió en el protocelta, aparentemente atravesando los estadios *φ (como en la tabla superior) y *h (tal vez confirmado por el topónimo Hercynia) antes de desaparecer completamente en el inicio de las palabras y entre vocales. Al lado de consonantes, la *φ protocelta experimentó diferentes cambios: los grupos consonánticos *φs y *φt se transformaron en *xs y *xt, respectivamente, en el protocelta. El grupo *sp- indoeuropeo se volvió s en irlandés antigo y en el britónico f; mientras Schrijver (1995, 348) argumenta que hubo un estadio intermedio *sφ- (donde *φ permaneció como un fonema independiente hasta después de que el celta protoinsular se dividiese en las goidélico y britónico), McCone (1996, 44–45) encuentra más económico pensar que *sp- permaneció inmutable en el protocelta, esto es, el cambio *p > *φ no acontece cuando va precedido por *s. (De manera parecida, la ley de Grimm no se aplica a *p, t, k tras *s en germánico común).
| Protocelta                  | Irlandés antiguo | Galés   |
| --------------------------- | ---------------- | ------- |
| *laφs- > *laxs- ‘brillar’   | lasaid           | llachar |
| *seφtam > *sextam ‘siete’   | secht            | saith   |
| *sφeret- o *speret- ‘talón’ | seir             | ffêr    |

En galo y en las lenguas britónicas, un nuevo sonido labial *p apareció como reflejo del velar labializado indoeuropeo *kʷ. Consecuentemente unos juzgan el galo petuar[ios] y el galés pedwar «cuatro» comparables al irlandés antiguo cethair y al latín quattuor. Hasta que esta nueva /p/ llene el espacio en el conjunto de fonemas que fuera dejado vacío por la desaparición del equivalente en el pIE, podemos pensar en un cambio en cadena.
Los términos celta P y celta Q son útiles cuando se desea agrupar las lenguas célticas de acuerdo con el camino que tomaron con respecto a este fonema. Sin embargo, una simple división en celta P y Q puede no ser rígida ni hacer justicia a las evidencias de las lenguas célticas continentales antiguas. El gran número de extrañas innovaciones comunes entre las lenguas célticas insulares son muchas veces presentadas como evidencia en oposición a la división entre el celta P y el celta Q, pero pueden reflejar en vez de eso una influencia del substrato común a partir de lenguas precélticas de las islas británicas, y en este caso serían irrelevantes a la clasificación de las lenguas célticas.
Las lenguas celtas Q pueden también tener /p/ en las palabras extranjeras incorporadas, a pesar de que en algunos préstamos del galés al irlandés la /k/ fue usada para sustituir el sonido, como en el gaélico Cothrige, una forma antigua de Padraig ‘San Patricio’. El gaélico póg ‘beso’ fue un préstamo posterior (de la segunda palabra de la frase latina osculum pacis ‘beso de paz’) en un estadio donde la p fue tomada directamente como p, sin la sustitución por c.

### Vocales
El sistema vocálico protocéltico es muy parecido al reconstruido para el protoindoeuropeo por Antoine Meillet. Las diferencias incluyen la incidencia del celta *ī en el lugar del pIE *ē (p.ej., el galo rix y el irlandés rí «rey», comparado con el latín rēx) y *ā en cuento de *ō.
| pIE                                    | Protocelta                                                      | Ejemplos                                                         |
| -------------------------------------- | --------------------------------------------------------------- | ---------------------------------------------------------------- |
| *a, h₂e                                | *a                                                              | *h₂ep-h₃ōn- > *abū (ac. abonen) ‘río’                            |
| *ā, *eh₂                               | *ā                                                              | *bʰréh₂tēr > *brātīr ‘hermano’                                   |
| *e, h₁e                                | *e                                                              | *sen-o- > *senos ‘viejo’                                         |
| *H interconsonántico                   | *a                                                              | *ph₂tḗr > *φatīr ‘padre’                                         |
| *ē, eh₁                                | *ī                                                              | *u̯eh₁-ro- > *wīros ‘verdadero, cierto’                           |
| *o, Ho, h₃e                            | *o                                                              | *Hroth₂o- > *rotos ‘rueda’                                       |
| *ō, eh₃                                | en sílaba final, *ū                                             | *h₂nép-ōt- > *neφūts ‘sobrino’                                   |
| *ō, eh₃                                | en todas las otras posiciones, *ā                               | *deh₃nus > *dānus ‘don, donación’                                |
| *i                                     | *i                                                              | *gʷih₃-tu- > *bitus ‘mundo’                                      |
| *ī, iH                                 | *ī                                                              | *rīmeh₂ > *rīmā ‘número’                                         |
| *ai, h₂ei, eh₂i                        | *ai                                                             | *keh₂i-ko- > *kaikos ‘ciego’ *seh₂itlo- > *saitlo- ‘edad, época’ |
| *(h₁)ei, ēi, eh₁i                      | *ē                                                              | *dei̯-u̯-os > *dēwos ‘dios’                                        |
| *oi, ōi, h₃ei, eh₃i                    | *oi                                                             | *Hoi-Hn-o- > *oinos ‘uno’                                        |
| *u                                     | antes de wa, o                                                  | *h₂i̯uh₁n-ḱós > *jowankos ‘joven’                                 |
| *u                                     | en todas las otras posiciones, *u                               | *sru-tu- > *srutus ‘corriente, arroyo’                           |
| *ū, uH                                 | *ū                                                              | *ruHneh₂ > *rūnā ‘secreto, misterio’                             |
| *au, h₂eu, eh₂u                        | *au                                                             | *tous-o/eh₂ > *tausos m. ~ tausā f. ‘silencio’                   |
| *(h₁)eu, ēu, eh₁u; *ou, ōu, h₃eu, eh₃u | *ou                                                             | *teuteh₂ > *toutā ‘pueblo’ *gʷeh₃-u-s > *bows ‘vaca’             |
| *l̥                                     | antes de oclusivas, *li                                         | *pl̥th₂nós > *φlitanos ‘ancho’                                    |
| *l̥                                     | antes de otras consonantes, *al                                 | *kl̥h₁- > *kaljākos ‘gallo’                                       |
| *r̥                                     | antes de oclusivas, *ri                                         | *bʰr̥ti- > *briti- ‘proceso de llevar; mente’                     |
| *r̥                                     | antes de otras consonantes, *ar                                 | *mr̥u̯os > *marwos ‘muerto’                                        |
| *m̥                                     | *am                                                             | *dm̥-nh₂- > *damna- ‘dominar, someter, subyugar’                  |
| *n̥                                     | *an                                                             | *h₃dn̥t- > *danton ‘diente’                                       |
| *l̥H                                    | antes de oclusivas, *la                                         | *h₂u̯lh₁tí- > *wlatis ‘dominio, gobierno’                         |
| *l̥H                                    | antes de sonoras, *lā                                           | *pl̥Hmeh₂ > *φlāmā ‘mano’                                         |
| *r̥H                                    | antes de oclusivas, *ra                                         | *mr̥Htom > *mratom ‘traición’                                     |
| *r̥H                                    | antes de sonoras, *rā                                           | *ǵr̥Hnom > *grānom ‘grano’                                        |
| *m̥H                                    | *am/mā (presumiblemente con la misma distribución de antes)     | (?)                                                              |
| *n̥H                                    | *an or *nā (presumiblemente con la misma distribución de antes) | *ǵn̥h₃-tó- > *gnātos ‘conocido’                                   |

La vocal neogramática *ə es la llamada schwa indogermanicum, ahora interpretada como una consonante laringal entre dos consonantes.

### Transición al galés
Los cambios fonéticos regulares consonánticos del protocelta al galés pueden ser resumidos en la tabla siguiente. Donde los grafemas galeses tienen un valor diferente de los símbolos correspondientes del AFI, el valor equivalente del AFI se indica entre barras. V representa una vocal; C representa una consonante. 
| Consonante protocéltica | Consonante galesa |
| ----------------------- | ----------------- |
| *b-                     | b                 |
| *-bb-                   | b                 |
| *-VbV-                  | f /v/             |
| *d-                     | d                 |
| *-dd-                   | d                 |
| *-VdV-                  | dd /ð/            |
| *g-                     | g                 |
| *-gg-                   | g                 |
| *-VgV-                  | (perdida)         |
| *h-                     | (perdida)         |
| *-h-                    | (perdida)         |
| *j-                     | i                 |
| *k-                     | c                 |
| *-kk-                   | ch /x/            |
| *-VkV-                  | g                 |
| *kʷ-                    | p                 |
| *-kʷ-                   | b                 |
| *l-                     | ll /ɬ/            |
| *-ll-                   | l                 |
| *-VlV-                  | l                 |
| *m-                     | m                 |
| *-mb-                   | m                 |
| *-Cm-                   | m                 |
| *-m-                    | f /v/             |
| *n-                     | n                 |
| *-n-                    | n                 |
| *-nd-                   | n, nn             |
| *-nt-                   | nt, ñ             |
| *r-                     | rh /r̥/            |
| *-r-                    | r                 |
| *s-                     | h, s              |
| *-s-                    | s                 |
| *t                      | t                 |
| *-t-                    | d                 |
| *-tt-, *-ct-            | th /θ/            |
| *w-                     | gw                |
| *sw-                    | chw /xw/          |

## Morfología
La morfología de los sustantivos y adjetivos no muestra demasiados cambios de la lengua de la que se originó. Por otro lado, los verbos célticos insulares presentan una característica peculiar desconocida en cualquier otra lengua indoeuropea conocida: los verbos tienen diferentes formas de conjugación dependiendo de si aparecen en la posición inicial absoluta de la frase (el céltico insular tiene el orden de las palabras en la frase verbo-sujeto-objeto) o si están precedidos por un adjunto adverbial. La situación es más firmemente confirmada en el irlandés antiguo, pero aparece de cierta forma en el gaélico escocés, y algunos rasgos están también presentes en el galés medio. 
Las formas que aparecen en la posición inicial de la frase son llamadas absolutas, y aquellas que aparecen tras un adjunto, conjuntas. El paradigma del presente de indicativo en la voz activa del verbo irlandés antiguo beirid «llevar» es indicado a seguir; las formas conjuntas están ejemplificadas con el adjunto ní «no». 
|                     | Absoluta          | Conjunta               |
| ------------------- | ----------------- | ---------------------- |
| 1ª persona singular | biru «llevo»      | ní biur «no llevo»     |
| 2ª persona singular | biri «llevas»     | ní bir «no llevas»     |
| 3ª persona singular | beirid «lleva»    | ní beir «no lleva»     |
| 1ª persona plural   | bermai «llevamos» | ní beram «no llevamos» |
| 2ª persona plural   | beirthe «lleváis» | ní beirid «no lleváis» |
| 3ª persona plural   | berait «llevan»   | ní berat «no llevan»   |

En el gaélico escocés, esta distinción se encuentra aún en el futuro:
| Absoluta                | Conjunta                     |
| ----------------------- | ---------------------------- |
| cuiridh «colocaré»      | cha chuir «no colocaré»      |
| òlaidh «beberé»         | chan òl «no beberé»          |
| ceannaichidh «compraré» | cha cheannaich «no compraré» |

En el galés medio, la distinción se ve más claramente en los proverbios siguiendo la fórmula «X acontece, Y no acontece» (Evans 1964: 119):
- Pereid y rycheu, ny phara a'e goreu. «Los surcos del arado resisten, quien los fijó no».
- Trenghit golut, ny threingk molut. «La riqueza acaba, la fama no».
- Tyuit maban, ny thyf y gadachan. «Un bebé crece, sus pañales no».
- Chwaryit mab noeth, ny chware mab newynawc. «Un niño sin ropas juega, uno con hambre no».

Antiguos análisis de la distinción, como fue registrado por Thurneysen (1946, 360 ss.), afirman que las terminaciones absolutas derivan de las «terminaciones primarias» del protoindoeuropeo (usadas en los tiempos presente y futuro), mientras que las terminaciones conjuntas derivan de las «terminaciones secundarias» (usadas en el tiempo pasado). Así, el irlandés antiguo beirid «lleva» debe haber evolucionado a partir de *bʰereti (similar al sánscrito bharati «lleva»), mientras que la forma conjunta beir debe haber evolucionado a partir de *bʰeret (similar al sánscrito a-bharat «llevaba»).
Actualmente, en cambio, muchos estudiosos del celta acuerdan que Cowgill (1975), siguiendo una idea ya presentada por Pedersen (1913, 340 ss.), encontró la solución correcta para el origen de la distinción absoluta/conjunta: una partícula enclítica, reconstruida como *es tras consonantes y *s tras vocales, vendría en la frase en la segunda posición. Si la primera palabra en la frase fuera otro adjunto, *(e)s vendría en sucesión y así antes del verbo. Pero si el verbo fuera la primera palabra en la frase, *(e)s le sería añadido. Según esta teoría, por tanto, el irlandés antiguo absoluto beirid se originó del protocelta *bereti-s, mientras la conjunta ní beir se originó de *nī-s bereti.
El origen de *(e)s permanece desconocido. Cowgill sugiere que tal vez sea una forma semánticamente reducida de esti 'é', mientras que Schrijver (1994) argumenta que *(e)s se deriva de la partícula *eti 'e, que está testimoniada en el galo. 
Las lenguas célticas continentales no poseen distinción ninguna absoluta/conjunta. No obstante, parecen presentar solo los órdenes de las palabras en la frase sujeto-verbo-objeto y sujeto-objeto-verbo, como en las otras lenguas indoeuropeas. La distinción absoluta/conjunta debe así ser un instrumento del orden de palabras verbo-sujeto-objeto que apareció en el céltico insular.